# Torsby
Torsby es una localidad dentro del municipio de Torsby en la Provincia de Värmland, Suecia. Tiene un área total de 5,32 km² con una densidad de 755 h/km². De acuerdo con el censo de 2005, tiene una población de 4.012 habitantes.
La película Sebra Film fue filmada en Torsby.
En abril de 2016, los medios locales reportaron violencia por parte de asilados en Torsby.

## Vecinos Ilustres
Algunas personas destacadas que nacieron en Torsby son:
- Sven-Göran Eriksson, director técnico de fútbol.

- Marcus Berg, futbolista. Bota de Oro y Mejor jugador de la Eurocopa Sub-21 de 2009

- Mikael Löfgren, Excampeón mundial de biatlón